# Bartosz Arłukowicz

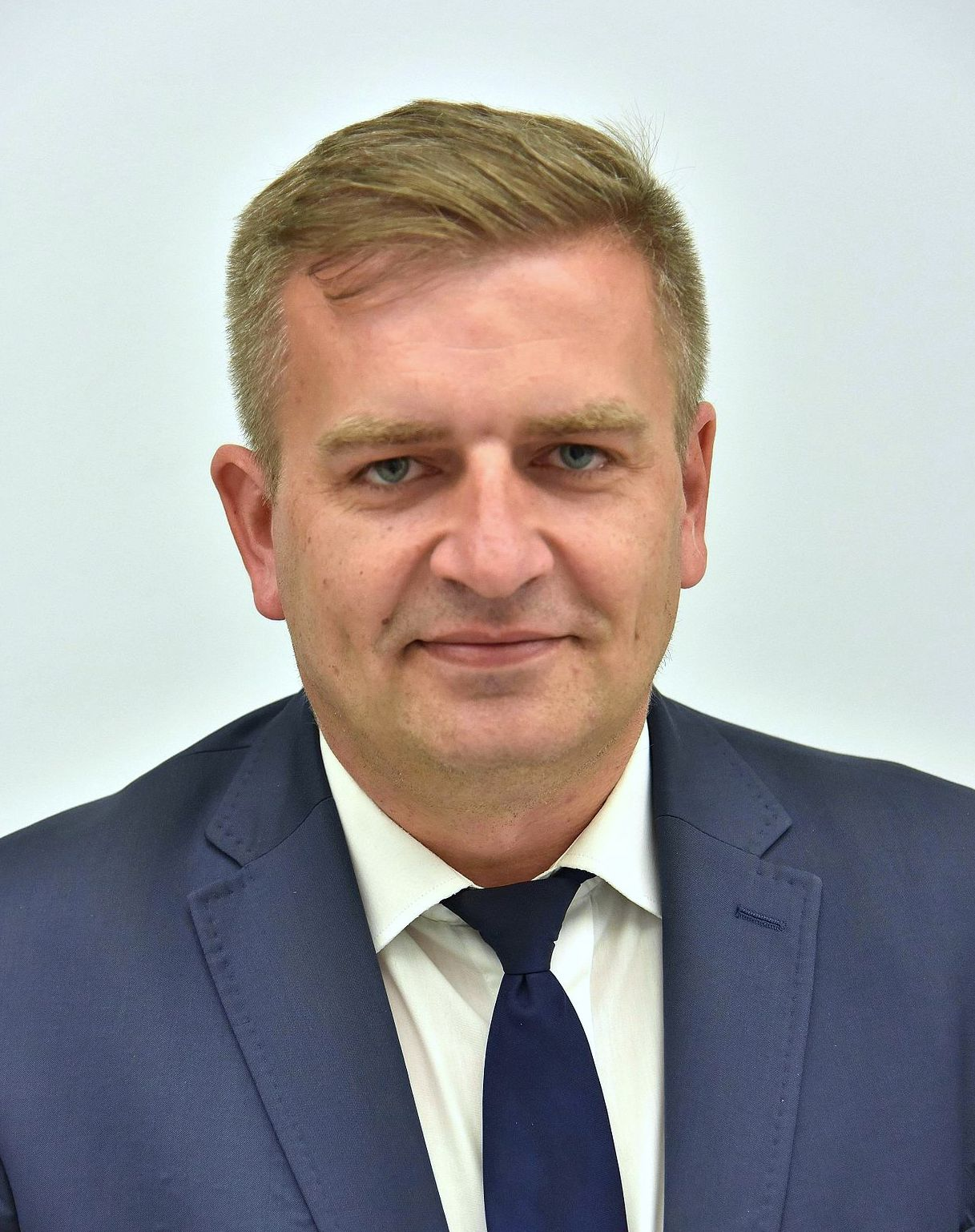
Bartosz Arłukowicz (2016)

Bartosz Adam Arłukowicz (anhörenⓘ) (* 30. Dezember 1971 in Resko) ist ein polnischer Politiker, Arzt und Dozent an der Pommerschen Medizinischen Universität Stettin. Er war von 2007 bis 2019 und von 2023 bis 2024 Abgeordneter des Sejm. Zwischen 2011 und 2015 war er polnischer Gesundheitsminister. Von 2019 bis 2023 und seit 2024 ist er Mitglied des Europäischen Parlaments.

## Leben
Er beendete sein Studium an der Pommerschen Medizinischen Universität Stettin. 2002–2007 war er Stadtrat von Stettin. Er gehörte dem Bund der Demokratischen Linken (SLD) an, trat jedoch am 11. Mai 2004 aus der Partei aus und wurde Mitglied der Sozialdemokratie Polens (SdPl), über deren Liste er bei den Parlamentswahlen in Polen 2005 erfolglos für ein Abgeordnetenmandat im Sejm kandidierte. Er ist Vorsitzender der SdPl in der Woiwodschaft Westpommern (Zachodniopomorskie). Bei den Kommunalwahlen 2006 war er Leiter des Wahlstabs des Kandidaten der Lewica i Demokraci (Linke und Demokraten – LiD) für den Posten des Präsidenten der Stadt Stettin, Jacek Piechota. Bei den Parlamentswahlen 2007 wurde er mit 21.543 Stimmen über die Liste der Lewica i Demokraci (Linke und Demokraten – LiD) für den Wahlkreis Stettin in den Sejm gewählt. Er gehörte den Sejm Kommissionen für Wirtschaft und Gesundheit an. Bei den Wahlen 2011 konnte er mit 101.746 Stimmen im Wahlkreis 41 Szczecin wiederum ein Mandat für den Sejm erringen. Seit dem 22. April 2008 war er Mitglied der neu gegründeten Fraktion SdPl-Nowa Lewica. Mitte 2011 wechselte er zur Fraktion der Platforma Obywatelska. Für diese war er bis 2019 im Sejm vertreten.
Am 18. November 2011 wurde er Gesundheitsminister im Kabinett von Donald Tusk. Er behielt diesen Posten auch im Kabinett Kopacz. Nachdem er wenige Tage zuvor sein Amt niedergelegt hatte, wurde er am 15. Juni 2015 von Staatspräsident Bronisław Komorowski rechtskräftig entlassen.
Bei der Europawahl 2019 wurde er ins Europäische Parlament gewählt. Bei der Parlamentswahl in Polen 2023 wurde er erneut in den Sejm gewählt und legte daher am 18. Oktober 2023 sein Mandat im Europaparlament nieder. Für ihn rückte Witold Pahl nach.
Bei der Europawahl 2024 wurde er erneut ins Europäische Parlament gewählt. Er legte daraufhin sein Mandat im Sejm nieder. Er ist in der 10. Legislaturperiode (2024–2029) Mitglied im Ausschuss für Umweltfragen, öffentliche Gesundheit und Lebensmittelsicherheit und im Unterausschuss für öffentliche Gesundheit sowie stellvertretendes Mitglied im Fischereiausschuss. Er ist zudem Mitglied der Delegation für die Beziehungen zu den Ländern Südostasiens und dem Verband südostasiatischer Nationen (ASEAN) sowie stellvertretendes Mitglied der Delegation für die Beziehungen zu den Ländern Südasiens.
Auf Antrag von Kindern verschiedener Waisenhäuser und sozialer Einrichtungen erhielt er die internationale Auszeichnung eines Kavaliers des Ordens des Lächelns.